# Tudou
Túdou (en chino 土豆网 pinyin Tǔdòu Wǎng) , literalmente Red patata. Es un sitio web de alojamiento de videos en el cual los usuarios pueden subir y compartir videos, es uno de los mayores sitios de alojamiento en China junto a Youku. Tudou salió por primera vez el 15 de abril de 2005 y en septiembre de 2007.
Tudou utiliza el servicio basado en Adobe Flash, tecnología para publicar más de 20.000 nuevos videos cada día, incluyendo el contenido de aficionados como videoblogging y videos originales,  películas y  TV clips, y videos musicales. Los usuarios no registrados pueden ver vídeos en el sitio, mientras que los usuarios registrados se les permite subir un número ilimitado de videos, utilizando en línea y herramientas basadas en Windows de carga.

## Historia
Tudou fue fundado por Gary Wang y el holandés Marc van der Chijs, que Wang conocióen BertelsmannChina. El nombre anteriormente era Toodou (túdou) y cambió su nombre de dominio a Tudou.com en agosto de 2006 porque es la transcripción a Pinyin de 土豆. Según el director ejecutivo Wang, el nombre proviene del idioma chino "patata". Declaró que su idea era pasar las patatas del sofá de la pantalla del televisor a la pantalla del ordenador, es decir tv en Internet.
Antes de Tudou, Wang vivió en  Estados Unidos y regresó a China a trabajar para empresas multinacionales. Tudou fue originalmente concebida como una empresa de videobloging y el sitio se publicó el 15 de abril de 2005 en su formato actual, varios meses antes de YouTube.
Al igual que nuevas empresas tecnológicas, Tudou inició sus trabajos prácticamente en un garaje. En un principio se autofinanció con alrededor de 100.000 dólares, luego obtuvo una inyección financiera en 2005 por 500.000 dólares. Su primera gran financiación importante fue en 2006 por 8.5 millones de dólares.

## Financiación
Tudou ha completado su serie de fondos financieros de la A a la D entre 2005 y 2008, a noviembre de 2005, abril de 2006, abril de 2007, y abril de 2008, respectivamente. Un total de US$85 millones se recaudaron de una lista de las organizaciones de capital-riesgo , tales como China, IDG Ventures, JAFCO Asia, GGV Capital, General Catalyst Partners.